# Филмографија Квентина Тарантина
Квентин Тарантино је амерички режисер, продуцент, сценариста и глумац. Укупно је режирао и написао десет филмова. Каријеру је започео крајем осамдесетих када је режирао, написао и глумио у црно-белом аматерском и краткометражном филму „Рођендан мог најбољег пријатеља”, који је данас делимично изгубљен и који није никада био званично приказан. Као независни филмски продуцент, режирао је, написао и појавио се у криминалистичком трилеру Улични пси (1992), у коме је реч о петоро криминалаца здружених ради заједничке пљачке продавнице накита. Филм је доживео велики успех, а часопис Емпајер га је прогласио за најбољи независни филм свих времена. Тарантинов сценарио за филм Права романса (1993) у режији Тонија Скота био је номинован за награду Сатурн.
Године 1994. Тарантино је написао и режирао неоноар комедију Петпарачке приче, која је доживела велики критички и комерцијални успех, а сматра се и остварењем које је предодредило модерни Холивуд. Тарантино је за њу освојио Оскар за најбољи оригинални сценарио, а био је и номинован у категорији најбољег режисера. Исте године је био и извршни продуцент криминалистичког филма Убити Зоји и сценариста два филма. Следеће године, Тарантино је режирао Човек из Холивуда, један од четири сегмента филмског омнибуса Четири собе, као и епизоду америчке серије Ургентни центар, под називом Мајчинство. Године 1996. Тарантино је глумио и написао сценарио за хорор филм Од сумрака до свитања Роберта Родригеза, што је била прва од неколико сарадњи између двојице редитеља. Уследиле су режије филмова Џеки Браун (1997) и Убити Била (2003/04); оба су наишла на позитиван пријем филмске критике.
Тарантинова режија епизоде „Гробна опасност“ из серије Место злочина: Лас Вегас била је номинована за награду Еми у категорији најбољи режисер драмске серије. Тарантино и Родригез су остварили нову сарадњу када су режирали дводелни слешер Грајндхаус (2007). Затим је написао сценарио и режирао ратни филм Проклетници (2009), који му је донео две номинације за Оскара — за најбољег режисера и за најбољи оригинални сценарио.
Највећи комерцијални успех Квентин Тарантино је остварио вестерном Ђангова освета (2012), који је глобално зарадио 425,4 милиона долара, а Тарантино је по други пут добио Оскара за најбољи оригинални сценарио. Затим је написао и режирао још један вестерн, Подлих осам (2015), чији је сценарио био номинован за награде БАФТА и Златни глобус. Године 2019. режирао је остварење Било једном у Холивуду.

## Филмови
| Година | Назив                         | Изворни назив | Режисер   | Сценариста | Продуцент | Напомене                                         |
| ------ | ----------------------------- | ------------- | --------- | ---------- | --------- | ------------------------------------------------ |
| 1992.  | Улични пси                    |               | Да        | Да         | Не        |                                                  |
| 1993.  | Права романса                 |               | Не        | Да         | Не        |                                                  |
| 1994.  | Петпарачке приче              |               | Да        | Да         | Не        |                                                  |
| 1994.  | Рођене убице                  |               | Не        | Прича      | Не        |                                                  |
| 1995.  | Четири собе                   |               | Делимично | Делимично  | Да        | Извршни продуцент; поглавље: „Човек из Холивуда” |
| 1996.  | Од сумрака до свитања         |               | Не        | Да         | Да        | Извршни продуцент                                |
| 1997.  | Џеки Браун                    |               | Да        | Да         | Не        |                                                  |
| 2003.  | Убити Била                    |               | Да        | Да         | Не        |                                                  |
| 2004.  | Убити Била 2                  |               | Да        | Да         | Не        |                                                  |
| 2005.  | Град греха                    |               | Делимично | Не         | Не        |                                                  |
| 2007.  | Грајндхаус: Отпоран на смрт   |               | Да        | Да         | Да        | Такође сниматељ                                  |
| 2007.  | Грајндхаус: Планета терора    |               | Не        | Не         | Да        |                                                  |
| 2009.  | Проклетници                   |               | Да        | Да         | Не        |                                                  |
| 2012.  | Ђангова освета                |               | Да        | Да         | Не        |                                                  |
| 2015.  | Подлих осам                   |               | Да        | Да         | Не        |                                                  |
| 2019.  | Било једном у Холивуду        |               | Да        | Да         | Да        |                                                  |
| 2026.  | The Adventures of Cliff Booth |               | Не        | Да         | Да        |                                                  |

Као извршни продуцент
| Година | Назив                   | Изворни назив | Напомене          |
| ------ | ----------------------- | ------------- | ----------------- |
| 1994.  | Убити Зоји              |               |                   |
| 1996.  | Скувано                 |               |                   |
| 1998.  | Бог рече „Ха!”          |               |                   |
| 1999.  | Од сумрака до свитања 2 |               |                   |
| 1999.  | Од сумрака до свитања 3 |               |                   |
| 2002.  | Херој                   |               |                   |
| 2004.  | Моје име је Модести     |               |                   |
| 2005.  | Долтри Келхун           |               |                   |
| 2005.  | Хостел                  |               |                   |
| 2006.  | Бес слободе             |               | Документарни филм |
| 2007.  | Хостел 2                |               |                   |
| 2008.  | Паклена вожња           |               |                   |

### Као непотписани сценариста
| Година | Назив          | Изворни назив | Напомене                 |
| ------ | -------------- | ------------- | ------------------------ |
| 1991.  | После поноћи   |               | Такође помоћни продуцент |
| 1994.  | То је Пет      |               |                          |
| 1995.  | Гримизна плима |               |                          |
| 1996.  | Стена          |               |                          |

### Као глумац
| Година | Назив                                                                                | Изворни назив                       | Улога                                       | Напомене                                      |
| ------ | ------------------------------------------------------------------------------------ | ----------------------------------- | ------------------------------------------- | --------------------------------------------- |
| 1992.  | Еди Пресли                                                                           |                                     | Чувар азила                                 | Камео                                         |
| 1992.  | Улични пси                                                                           |                                     | Господин Браун                              |                                               |
| 1994.  | Ефекат Кориолиса                                                                     |                                     |                                             | Кратак филм, гласовни камео                   |
| 1994.  | Петпарачке приче                                                                     |                                     | Џими Димик                                  |                                               |
| 1994.  | Неког волети                                                                         |                                     | Бартендер                                   | Камео                                         |
| 1994.  | Спавај са мном                                                                       |                                     | Сид                                         | Камео                                         |
| 1995.  | Играј са мном до краја љубави                                                        |                                     | Младожења                                   | Кратак филм                                   |
| 1995.  | Четири собе                                                                          |                                     | Честер Раш                                  | Сегмент: „Човек из Холивуда”                  |
| 1995.  | Разбојник                                                                            |                                     | Момак за прикупљање                         |                                               |
| 1995.  | Дестини пали радио                                                                   |                                     | Џони Дестини                                |                                               |
| 1996.  | Од сумрака до свитања                                                                |                                     | Ричи Геко                                   |                                               |
| 1996.  | Девојка 6                                                                            |                                     | Директор #1 –                               | Камео                                         |
| 1997.  | Џеки Браун                                                                           |                                     | Машина за одговарање                        | Гласовни камео                                |
| 1998.  | Бог рече „Ха!”                                                                       |                                     | Себе                                        |                                               |
| 2000.  | Мали Ники                                                                            |                                     | Ђакон                                       | Камео                                         |
| 2003.  | Убити Била                                                                           |                                     | Луди члан 88                                | Камео                                         |
| 2005.  | Мапетов чаробњак из Оза                                                              |                                     | Себе                                        | Телевизијски филм, камео у продуженој верзији |
| 2007.  | Грајндхаус                                                                           |                                     | силоватељ Луис / бармен Ворен               |                                               |
| 2007.  | Сукијакијев вестерн Ђанго                                                            |                                     | Ринго                                       |                                               |
| 2007.  | Планета терора                                                                       |                                     | Силоватељ                                   | Камео                                         |
| 2007.  | Дневник смрти                                                                        |                                     | Спикер                                      | Гласовни камео                                |
| 2008.  | Не баш сасвим Холивуд: Дивља, неиспричана прича о аустралијској филмској индустрији! |                                     | Себе                                        | Документарни филм                             |
| 2009.  | Проклетници                                                                          |                                     | Прва скалпирана жртва / Амерички војник     | Камео                                         |
| 2011.  | Невероватни ПОМ представља: Најуспешнији филм икада                                  |                                     | Себе                                        | Документарни филм                             |
| 2012.  | Ђангова освета                                                                       |                                     | Френки                                      | Камео                                         |
| 2014.  | Забавна је она на тај начин                                                          |                                     | Себе                                        | Камео                                         |
| 2015.  | Подлих осам                                                                          |                                     | Наратор                                     | Гласовни камео                                |
| 2019.  | Било једном у Холивуду                                                               |                                     | Спикер Закона о Баунтију / Рекламни режисер | Гласовни камео                                |
| 2019.  | Једном... Тарантино                                                                  |                                     | Себе (архивски снимци)                      | Документарни филм                             |
| 2020.  |                                                                                      | Jay Sebring....Cutting to the Truth | Себе                                        | Документарни филм                             |
| 2021.  | Ђанго и Ђанго                                                                        | Django & Django                     | Себе                                        | Документарни филм                             |

## Телевизија
| Година     | Серија                        | Изворни назив серије | Заслуге | Заслуге    | Напомене                                                  |
| Година     | Серија                        | Изворни назив серије | Режисер | Сценариста | Напомене                                                  |
| ---------- | ----------------------------- | -------------------- | ------- | ---------- | --------------------------------------------------------- |
| 1995.      | Ургентни центар               |                      | Да      | Не         | Епизода: „Мајчинство”                                     |
| 2005.      | Место злочина: Лас Вегас      |                      | Да      | Прича      | Епизода: „Гробна опасност”                                |
| 2014–2016. | Од сумрака до свитања: Серија |                      | Не      | Прича      | Базирано на Од сумрака до свитања, са Робертом Родригезом |

### Као глумац
| Година      | Назив             | Изворни назив | Улога                        | Напомене                                                                              |
| ----------- | ----------------- | ------------- | ---------------------------- | ------------------------------------------------------------------------------------- |
| 1988        | Златне девојке    |               | Имперсонатор Елвиса Прислија | Епизода: „Софијино венчање: Први део”                                                 |
| 1995.       | Америчка девојка  |               | Дезмонд                      | Епизода: „Ситком пулпа”                                                               |
| 1995.       | Суботња ноћ уживо |               | Себе (домаћин)               | Епизода: „Квентин Тарантино / Разбијене бундеве”                                      |
| 2002, 2004. | Алијас            |               | Мекенас Кол                  | Епизоде: „Кутија (први део)”, „Кутија (други део)”, „Потпуно откриће”, и „Након шест” |
| 2005.       | Дак Доџерс        |               | Мастер Молок                 | Глас Епизода: „Господар и катастрофа”                                                 |